# Stanford University Women's Volleyball 2017
Questa voce raccoglie le informazioni riguardanti la Stanford University Women's Volleyball nella stagione 2017.

## Organigramma societario
Area direttiva
- Presidente: Bernard Muir

Area organizzativa
- Direttore delle operazioni: Mary Hambly

Area tecnica
- Allenatore: Kevin Hambly
- Allenatore associato: Denise Corlett
- Assistente allenatore: Erin Lindsey
- Assistente allenatore volontario: Taylor Formico
- Coordinatore tecnico: Jesse Sultzer
- Preparatore atletico: Lindsy Donnelly, Tyler Friedrich

## Rosa
| N° | Nome                | Ruolo | Data di nascita  | Nazionalità sportiva | Anno      |
| -- | ------------------- | ----- | ---------------- | -------------------- | --------- |
| 1  | Jenna Gray          | P     | 28 febbraio 1998 | Stati Uniti          | Sophomore |
| 2  | Kathryn Plummer     | S     | 16 ottobre 1998  | Stati Uniti          | Sophomore |
| 4  | Meghan McClure      | S     | 19 agosto 1999   | Stati Uniti          | Freshman  |
| 5  | Blake Sharp         | S     | -                | Stati Uniti          | Freshman  |
| 6  | Babatamilore Alade  | C     | -                | Canada               | Junior    |
| 8  | Michaela Keefe      | S     | -                | Stati Uniti          | Sophomore |
| 9  | Morgan Hentz        | L     | 27 luglio 1998   | Stati Uniti          | Sophomore |
| 10 | Payton Chang        | S     | -                | Stati Uniti          | Junior    |
| 11 | Kate Formico        | L     | 21 marzo 1999    | Stati Uniti          | Freshman  |
| 12 | Audriana Fitzmorris | C     | 10 ottobre 1997  | Stati Uniti          | Sophomore |
| 17 | Merete Lutz         | O     | 7 novembre 1994  | Stati Uniti          | Senior    |
| 19 | Alexis Froistad     | C     | -                | Stati Uniti          | Junior    |
| 20 | Caitlin Keefe       | S     | -                | Stati Uniti          | Sophomore |
| 21 | Sidney Wilson       | S     | -                | Canada               | Freshman  |
| 25 | Courtney Bowen      | C     | -                | Stati Uniti          | Sophomore |

## Mercato
| Acquisti | Acquisti       | Acquisti            | Acquisti   |
| R.       | Nome           | da                  | Modalità   |
| -------- | -------------- | ------------------- | ---------- |
| S        | Meghan McClure | Santa Margarita CHS | definitivo |
| S        | Blake Sharp    | Miramonte HS        | definitivo |
| L        | Kate Formico   | Archbishop Mitty HS | definitivo |
| S        | Sidney Wilson  | Havergal            | definitivo |

| Cessioni | Cessioni            | Cessioni      | Cessioni   |
| R.       | Nome                | a             | Modalità   |
| -------- | ------------------- | ------------- | ---------- |
| P        | Kelsey Humphreys    | -             | ritirata   |
| C        | Oyinkansola Ajanaku | Volero Zurigo | definitivo |
| S        | Hayley Hodson       | -             | ritirata   |
| S        | Ivana Vanjak        | Bad Soden     | definitivo |
| S        | Halland McKenna     | -             | ritirata   |

## Statistiche

### Statistiche di squadra
| Competizione                      | Punti | In casa | In casa | In casa | In trasferta | In trasferta | In trasferta | Campo neutro | Campo neutro | Campo neutro | Totale | Totale | Totale |
| Competizione                      | Punti | G       | V       | P       | G            | V            | P            | G            | V            | P            | G      | V      | P      |
| --------------------------------- | ----- | ------- | ------- | ------- | ------------ | ------------ | ------------ | ------------ | ------------ | ------------ | ------ | ------ | ------ |
| Pac-12 Conference NCAA Division I | .950  | 14      | 14      | 0       | 14           | 13           | 1            | 6            | 3            | 3            | 34     | 30     | 4      |
| Totale                            | .950  | 14      | 14      | 0       | 14           | 13           | 1            | 6            | 3            | 3            | 34     | 30     | 4      |

G = partite giocate; V = partite vinte; P = partite perse

### Statistiche dei giocatori
| Giocatrice    | Pac-12 Conference NCAA Division I | Pac-12 Conference NCAA Division I | Pac-12 Conference NCAA Division I | Pac-12 Conference NCAA Division I | Pac-12 Conference NCAA Division I | Totale | Totale | Totale | Totale | Totale |
| Giocatrice    | P                                 | PT                                | AV                                | MV                                | BV                                | P      | PT     | AV     | MV     | BV     |
| ------------- | --------------------------------- | --------------------------------- | --------------------------------- | --------------------------------- | --------------------------------- | ------ | ------ | ------ | ------ | ------ |
| B. Alade      | 34                                | 296.5                             | 208                               | 88.5                              | 0                                 | 34     | 296.5  | 208    | 88.5   | 0      |
| C. Bowen      | 9                                 | 5                                 | 3                                 | 2                                 | 0                                 | 9      | 5      | 3      | 2      | 0      |
| P. Chang      | 6                                 | 1                                 | 0                                 | 0                                 | 1                                 | 6      | 1      | 0      | 0      | 1      |
| A. Fitzmorris | 33                                | 367                               | 263                               | 93                                | 11                                | 33     | 367    | 263    | 93     | 11     |
| K. Formico    | 34                                | 20                                | 1                                 | 0                                 | 19                                | 34     | 20     | 1      | 0      | 19     |
| A. Froistad   | 3                                 | 2.5                               | 2                                 | 0.5                               | 0                                 | 3      | 2.5    | 2      | 0.5    | 0      |
| J. Gray       | 34                                | 167                               | 79                                | 44                                | 44                                | 34     | 167    | 79     | 44     | 44     |
| M. Hentz      | 34                                | 21                                | 1                                 | 0                                 | 20                                | 34     | 21     | 1      | 0      | 20     |
| C. Keefe      | 14                                | 2                                 | 0                                 | 0                                 | 2                                 | 14     | 2      | 0      | 0      | 2      |
| M. Keefe      | 16                                | 86.5                              | 77                                | 9.5                               | 0                                 | 16     | 86.5   | 77     | 9.5    | 0      |
| M. Lutz       | 29                                | 359                               | 307                               | 52                                | 0                                 | 29     | 359    | 307    | 52     | 0      |
| M. McClure    | 34                                | 273                               | 217                               | 25                                | 31                                | 34     | 273    | 217    | 25     | 31     |
| K. Plummer    | 34                                | 641                               | 555                               | 45                                | 41                                | 34     | 641    | 555    | 45     | 41     |
| B. Sharp      | 3                                 | 0                                 | 0                                 | 0                                 | 0                                 | 3      | 0      | 0      | 0      | 0      |
| S. Wilson     | 17                                | 8                                 | 0                                 | 0                                 | 8                                 | 17     | 8      | 0      | 0      | 8      |

P = presenze; PT = punti totali; AV = attacchi vincenti; MV = muri vincenti; BV = battute vincenti

NB: I muri singoli valgono una unità di punto, mentre i muri doppi e tripli valgono mezza unità di punto; anche i giocatori nel ruolo di libero sono impegnati al servizio